# 阿勒河畔比倫
阿勒河畔比倫（德語：Büren an der Aare）是瑞士的城鎮，位於該國中部，由伯恩州負責管轄，2011年人口3,314，七成人口信奉基督教，人口密度每平方公里263人。

## 地理
顾名思义，比倫位于阿勒河畔，向西为比尔湖。面積12.6平方公里，海拔高度443米。

## 历史
比倫的人类活动痕迹可以追溯到拉坦诺文化时期。比倫一名则最早见于12世纪的文献。

## 图集

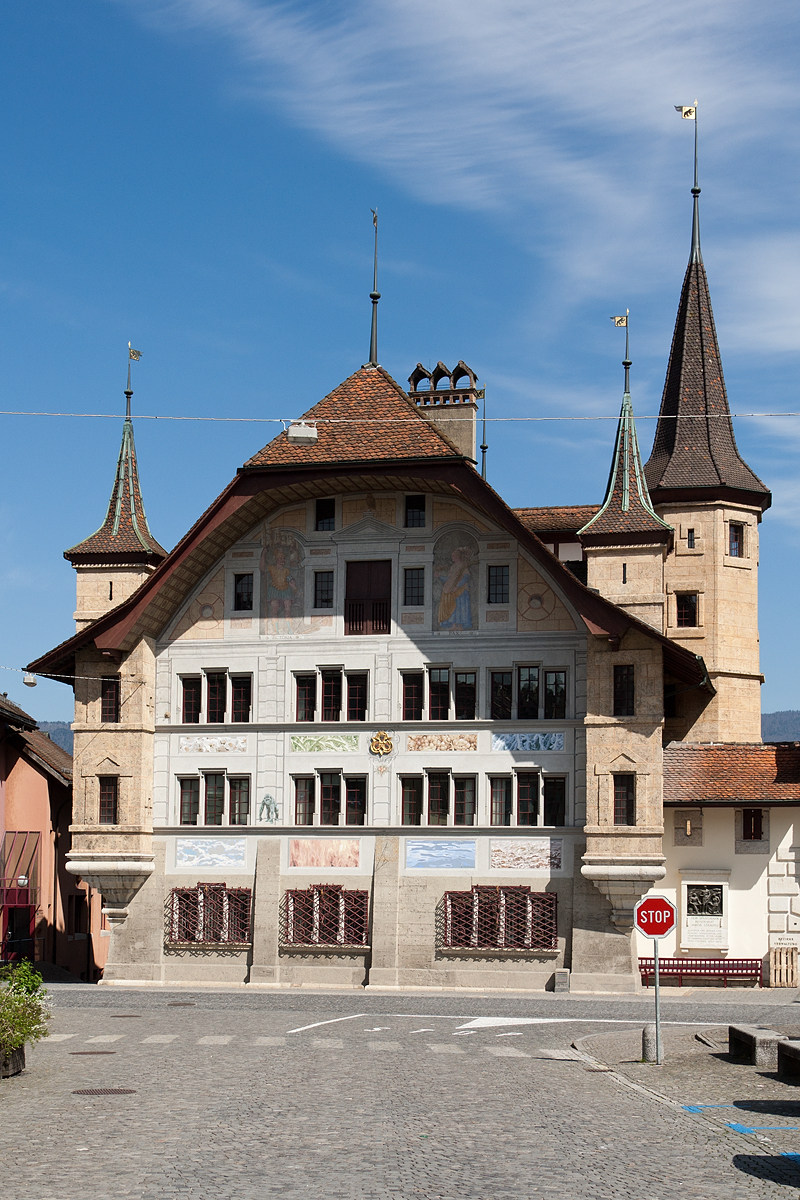
比伦城堡
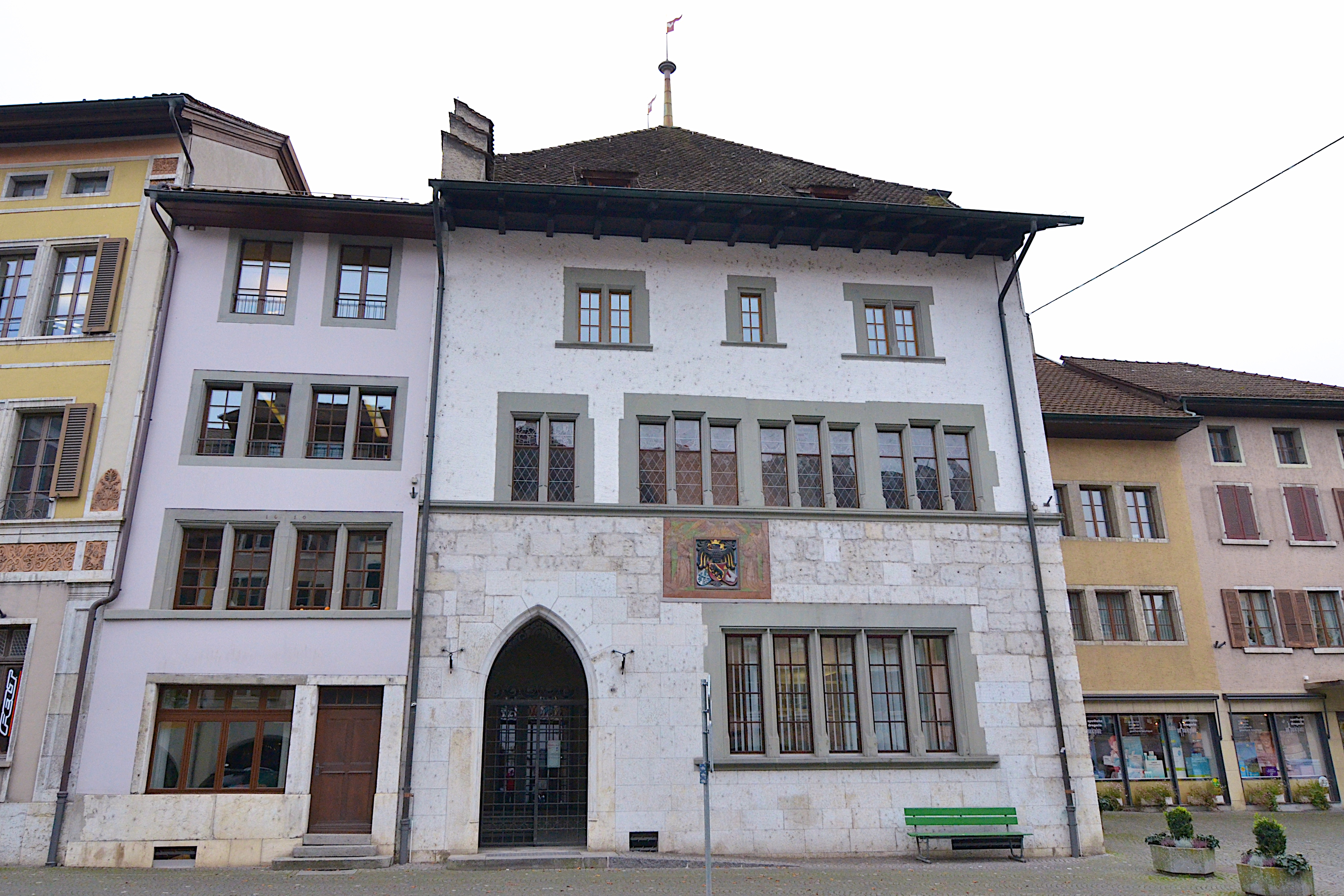
市政厅

## 外部連結
- Büren an der Aare website （页面存档备份，存于）